# 第19回NHK紅白歌合戦
『第19回NHK紅白歌合戦』（だいじゅうきゅうかいエヌエイチケイこうはくうたがっせん）は、1968年（昭和43年）12月31日に東京宝塚劇場で行われた、通算19回目のNHK紅白歌合戦。21時から23時45分にNHKで生放送された。

## 概要
今回では、歌手・タレント同士の司会起用を始め、番組のマンネリ化防止のための取り組みが行われた。

## 出演者

### 司会者
- 紅組司会：水前寺清子
- 白組司会：坂本九
- 総合司会：宮田輝 - NHKアナウンサー
- テレビ中継：荒川修 - NHKアナウンサー

司会者選出では、ここ6年間白組司会を務めた宮田と釣り合う紅組のタレント司会者の選考に苦労していたことから、宮田を総合司会とし、両組司会を「歌謡界に精通した人」「視聴者の支持を得られる人」という基準で選考を行った。その結果、水前寺清子・坂本九がそれぞれ司会に選出された。坂本は、初めてNHKアナウンサー以外からの白組司会起用となった。2人に起用の連絡が入ったのは、発表の前夜であったという。
宮田は今回の総合司会起用で、紅組、白組、総合司会の全てを経験したことになる。
組司会にNHKアナウンサーが関与しないのは今回が初めてだった。

### 出場歌手
紅組、      白組、      初出場、      返り咲き。
| 曲順 | 組 | 歌手名                           | 回 | 曲目                   |
| ---- | -- | -------------------------------- | -- | ---------------------- |
| 1    | 紅 | 都はるみ                         | 4  | 好きになった人         |
| 2    | 白 | 三田明                           | 5  | バラの涙               |
| 3    | 紅 | 佐良直美                         | 2  | すてきなファニー       |
| 4    | 白 | 布施明                           | 2  | 愛の園                 |
| 5    | 紅 | ペギー葉山                       | 13 | 愛の花咲くとき         |
| 6    | 白 | 千昌夫                           | 初 | 星影のワルツ           |
| 7    | 紅 | 小川知子                         | 初 | ゆうべの秘密           |
| 8    | 白 | 黒沢明とロス・プリモス           | 初 | たそがれの銀座         |
| 9    | 紅 | ピンキーとキラーズ               | 初 | 恋の季節               |
| 10   | 白 | ジャッキー吉川とブルー・コメッツ | 3  | 草原の輝き             |
| 11   | 紅 | ザ・ピーナッツ                   | 10 | ガラスの城             |
| 12   | 白 | 西郷輝彦                         | 5  | 友達の恋人             |
| 13   | 紅 | 三沢あけみ                       | 5  | 木曽節                 |
| 14   | 白 | フランク永井                     | 12 | 加茂川ブルース         |
| 15   | 紅 | 伊東ゆかり                       | 6  | 恋のしずく             |
| 16   | 白 | 鶴岡雅義と東京ロマンチカ         | 初 | 小樽のひとよ           |
| 17   | 紅 | 西田佐知子                       | 8  | あの人に逢ったら       |
| 18   | 白 | 水原弘                           | 5  | 愛の渚                 |
| 19   | 紅 | 九重佑三子                       | 4  | ラスト・ワルツ         |
| 20   | 白 | 菅原洋一                         | 2  | 奥様お手をどうぞ       |
| 21   | 紅 | 中尾ミエ                         | 7  | 恋のシャロック         |
| 22   | 白 | ダークダックス                   | 11 | ラ・ゴロンドリーナ     |
| 23   | 紅 | 島倉千代子                       | 12 | 愛のさざなみ           |
| 24   | 白 | 三波春夫                         | 11 | 世界平和音頭           |
| 25   | 白 | 北島三郎                         | 6  | 薩摩の女               |
| 26   | 紅 | 江利チエミ                       | 16 | 八木節                 |
| 27   | 白 | アイ・ジョージ                   | 9  | 別れのバラード         |
| 28   | 紅 | 青江三奈                         | 2  | 伊勢佐木町ブルース     |
| 29   | 白 | 美川憲一                         | 初 | 釧路の夜               |
| 30   | 紅 | 中村晃子                         | 初 | 虹色の湖               |
| 31   | 白 | 舟木一夫                         | 6  | 喧嘩鳶                 |
| 32   | 紅 | 園まり                           | 6  | ひとりにしないで       |
| 33   | 白 | 春日八郎                         | 14 | たそがれの砂丘         |
| 34   | 紅 | 岸洋子                           | 5  | 今宵あなたが聞く歌は   |
| 35   | 白 | デューク・エイセス               | 6  | いい湯だな             |
| 36   | 紅 | 梓みちよ                         | 6  | 月夜と舟と恋           |
| 37   | 白 | 村田英雄                         | 8  | 竜馬がゆく             |
| 38   | 紅 | 扇ひろ子                         | 2  | みれん海峡             |
| 39   | 白 | バーブ佐竹                       | 4  | 雨おんな               |
| 40   | 紅 | 越路吹雪                         | 14 | イカルスの星           |
| 41   | 白 | 坂本九                           | 8  | 世界の国からこんにちは |
| 42   | 紅 | 水前寺清子                       | 4  | 男でよいしょ           |
| 43   | 白 | 森進一                           | 初 | 花と蝶                 |
| 44   | 紅 | 黛ジュン                         | 2  | 天使の誘惑             |
| 45   | 白 | 橋幸夫                           | 9  | 赤い夕陽の三度笠       |
| 46   | 紅 | 美空ひばり                       | 13 | 熱祷（いのり）         |

#### 選考を巡って
- 前回の出場歌手の中より今回不選出となった歌手は以下。
  - 紅組:金井克子・仲宗根美樹・日野てる子・弘田三枝子・山本リンダ
  - 白組:荒木一郎・加山雄三・ハナ肇とクレージーキャッツ[注釈 1]・美樹克彦・山田太郎・和田弘とマヒナ・スターズ
- それまで司会者と出場歌手の兼任は原則認められていなかった[注釈 2]が、この回では司会の水前寺・坂本も連続出場し、事実上の「兼任解禁」となった。
- それまでの紅白では「男女対抗」というコンセプトから、男女混合グループの出場は認められていなかったが、同年に大ヒットしたピンキーとキラーズが初出場を決める。紅白の枠組みでどう扱うかでもめたが、結局ボーカルが今陽子（ピンキー）であるということで紅組からの出場となった。

### 演奏
- 紅組
  - ステージ前半－小野満とスイングビーバーズ（指揮 小野満）
  - ステージ後半－原信夫とシャープス・アンド・フラッツ（指揮 原信夫）
  - オーケストラボックス－東京放送管弦楽団（指揮 片山光俊）
- 白組
  - ステージ前半－小原重徳とブルーコーツ（指揮 小原重徳）
  - ステージ後半－有馬徹とノーチェ・クバーナ（指揮 有馬徹）
  - オーケストラボックス－東京放送管弦楽団（指揮 小町明）
- 総合指揮:藤山一郎

### 審査員
- 江夏豊 - 阪神タイガース投手。
- 王馬熙純 - 中国料理研究家、『きょうの料理』レギュラー。
- 榊原仟 - 東京女子医科大学外科主任教授・心臓外科医。
- 鈴木俊一 - 日本万国博覧会協会事務総長。
- 曽野綾子 - 作家。
- 高田敏子 - 詩人。
- 藤田弓子 - 女優。この年の連続テレビ小説『あしたこそ』のヒロイン・香原摂子役。
- 三船敏郎 - 俳優。
- 中山卯郎 - NHK芸能局長（審査委員長）
- 地方審査員8名

### その他ゲスト
- コント55号
- 三浦布美子
- ハナ肇とクレージーキャッツ
- 林家三平
- 前田武彦
- 獅子てんや・瀬戸わんや
- レ・ガールズ(金井克子、由美かおる、原田糸子、奈美悦子、江美早苗[注釈 3])
- ザ・ドリフターズ（デューク・エイセスの後に登場し、ドリフのカバー版『いい湯だな』を披露した）。
- 青空はるお・あきお[注釈 4]（はるおは秋田県男鹿市、あきおは山口県防府市より中継）
- 三木のり平
- 渥美清

## 当日のステージ・エピソード
- 司会は、水前寺・坂本がそれぞれ両組のキャプテンのような形で進行を務め、宮田が随所で2人をサポートする形だった。
- 水前寺は本番前に精神安定剤を服用したが、2錠服用して「ヘロヘロになってしまった」という。オープニングでも、選手宣誓で「昭和43年」を「昭和33年」と言い間違えている[1]。
- ピンキーとキラーズは、紅組として出場したものの、今回のみ、本番中では男性陣は紅組の歌手席には座れなかった。
- 青江三奈が持ち歌の「伊勢佐木町ブルース」を歌った際、独特のハスキーボイスによる妖艶な溜息がカズーの音色に差し替えられていた[2]（その音色を坂本九が「ダチョウのため息」と発言していた）。これは、NHKの意向によるものである（ちなみに第33回（1982年）で歌唱した際は差し替えなし）。
- 途中、宮田・江利チエミ・北島三郎が会場を抜け出し、東京都千代田区神田淡路町の蕎麦屋（「かんだやぶそば」と思われる）から中継で登場。蕎麦屋の客も交えて丁々発止のやり取りを行った。
- 水前寺と坂本はトリ2番前で直接対決し、それぞれ曲紹介は宮田が行った。司会者が歌手の出番で直接対決となったのは今回のみ。
- 黛ジュンは当初和服姿で『夕月』を歌うことになっていたが、12月21日の第10回日本レコード大賞を『天使の誘惑』で獲得したため、変更された。
- 白組が優勝（通算10勝9敗）。
- 本放送は、放送用ビデオテープ（2インチVTR）に収録されたと言われているが、当時のビデオテープは非常に高価で大型であるため、放送終了後に消去されて他の番組に使い回された。そのため、NHKによる原本は残っていないとされる。外部を含めると、白黒映像とカラー映像の2種類が現存しているものとされている。
  - 白黒の現存映像はビデオ映像であり、宮田の夫人が自宅で録画し、後にNHKに提供された家庭用VTRである。NHKアーカイブスに現存する映像は、この白黒VTRのみとされている。この白黒映像は完全版だが、ノイズが多く保存状態は決して良いとはいえない。後年の『思い出の紅白歌合戦』（BS2）での再放映時には西田佐知子の歌唱シーンのように、音声のみが聞こえ、映像は本人の歌唱シーンの中の保存状態の良い場面の静止画という部分がいくつかあった。これは映像のブレがピークであったためである。
  - カラーの現存映像はキネコ（フィルム映像）で記録されたものであり、これはNHKの外部に現存しているものとされている。このカラー映像は、1980年代前半に放送された「NHK歌謡ホール」の中で、森進一が「花と蝶」を歌うシーンを紹介する際に使用されたことがある。しかし、保存状態は悪く、傷や劣化部分が多い。また、完全版であるかどうかは不明である。さらに、BS2で毎年年末に行われている生放送の紅白の電リク特番で今回の白黒映像が紹介された際に、ゲストの水前寺が「（今回の）カラー映像も残っておるんですけど」と発言していたが、このカラー映像についての話であると考えられる。
  - NHKの放送に使用されるのは白黒映像の方で、カラー映像が使用される機会は皆無となっている。
- 写真ではカラーが残っており、オープニングシーン、ステージではピンキーとキラーズ・ザ・ピーナッツ・三沢あけみ・フランク永井・鶴岡雅義と東京ロマンチカ・島倉千代子・三波春夫・越路吹雪らの歌唱シーンが確認されている。
- 今回使用したステージメインマイクロホンは、司会者・歌手用共にSONY C-37A(BTS呼称、CU1-2)。また、エプロンステージでの歌唱や、ステージ中央での歌唱は、ナショナル WM-780Ｇを使用。その他、三田明や坂本九、三沢あけみなどは、ナショナル FW-112型のワイヤレスマイクを使用。
- この回の頃、世界各国と宇宙中継（衛星中継）を結び、紅白を通じて現地の人々の暮らしや海外在住の日本人の声を伝えるという提案が出されたが、放送時間や予算の関係で実現しなかった[3]。

## 後日譚
- 江利チエミは今回、当時の紅白史上最多記録となる16回連続出場を果たしたが、翌年の第20回は落選。第21回（1970年）は当初2年ぶりの紅白復帰が決まっていたが、諸事情により江利自ら出場辞退を宣言。その後も紅白は1度もカムバックせず1982年に亡くなったため、今回が江利の生涯最後の紅白出場となった。
- 水前寺は今回の司会ぶりが評価される形で、翌1969年10月に日本テレビが開始した『NTV紅白歌のベストテン』の初代紅組キャプテンに起用された。一方で第20回でも水前寺は紅組司会の有力候補に挙がったが、同番組に起用されたことで第20回の紅組司会起用を見送られるという事態も発生している（紅組司会は伊東ゆかりに交代。なお白組司会は坂本が続投）。ただし水前寺は同番組を降板した後、紅白の紅組司会を3回務めている[4]。